# Andriej Zejc
Andriej Siergiejewicz Zejc (ros. Андрей Сергеевич Зейц, ur. 14 grudnia 1986 w Pawłodarze) – kazachski kolarz szosowy. Olimpijczyk (2016).

## Osiągnięcia
Opracowano na podstawie:

2006
- 1. miejsce na 4. etapie Giro della Valle d’Aosta

2008
- 2. miejsce w mistrzostwach Kazachstanu (jazda indywidualna na czas)

2009
- 3. miejsce w mistrzostwach Kazachstanu (jazda indywidualna na czas)

2011
- 2. miejsce w Presidential Cycling Tour of Turkey

2013
- 1. miejsce na 1. etapie Vuelta a España (jazda drużynowa na czas)

2014
- 3. miejsce w Tour of Hainan

2015
- 2. miejsce w Tour of Hainan
  - 1. miejsce na 8. etapie

2016
- 8. miejsce na igrzyskach olimpijskich (start wspólny)

2017
- 1. miejsce w mistrzostwach Azji (jazda drużynowa na czas)

2018
- 3. miejsce w mistrzostwach Kazachstanu (jazda indywidualna na czas)

## Rankingi
| Rok              | 2016  | 2017  | 2018 | 2019 | 2020 | 2021 | 2022 | 2023 |
| ---------------- | ----- | ----- | ---- | ---- | ---- | ---- | ---- | ---- |
| UCI World Tour   | 118.  | 194.  | 271. |      |      |      |      |      |
| World Ranking    | 215.  | 633.  | 487. | 528. | 947. | 813. | 261. | 434. |
| UCI Europe Tour  | 1586. | 1261. | 864. |      |      |      |      |      |
| UCI Asia Tour    | -     | 309.  | 137. | 18.  | 48.  | 21.  | 6.   | 21.  |
| UCI America Tour | 26.   | -     | -    |      |      |      |      |      |
|                  |       |       |      |      |      |      |      |      |
| Źródło: UCI      |       |       |      |      |      |      |      |      |